# Алпамыс (село)
Алпамыс (каз. Алпамыс, до 2011 г. — Женис) — село в Жетысайском районе Туркестанской области Казахстана. Входит в состав сельского округа Шаблана Дильдабекова. Код КАТО — 514449500.

## Население
В 1999 году население села составляло 577 человек (283 мужчины и 294 женщины). По данным переписи 2009 года, в селе проживало 617 человек (290 мужчин и 327 женщин).